# سرى الليل (مسلسل)
سرى الليل مسلسل كويتي، صور في الإمارات، عرض لأول مرة في يوم 14 أكتوبر 2004.

## ابطال العمل
- هيفاء عادل
- ليلى السلمان
- هبة الدري
- علي السبع
- هيفاء حسين
- خالد البريكي
- عبد الله ملك
- حبيب غلوم
- إيمان القصيبي
- إبراهيم بحر
- محمد الجناحي

## إنتاج
مؤسسة الصقر للإنتاج الفني.